# Teodor Neaga
Teodor Neaga (n. 1878, comuna Dănceni, Basarabia, Imperiul Rus – d. 6 decembrie 1941, Penza, Uniunea Sovietică) a fost un om politic român, membru al Sfatului Țării. La data de 27 martie 1918 a votat Unirea Basarabiei cu România, iar la 6 decembrie 1941 a decedat în Gulagul sovietic. 

## Biografie

### Educație și Marea Unire
Își face studiile la Seminarul Teologic din Chișinău și la Academia Teologică din Kiev. În perioada 1902 - 1906 a fost secretar al Direcției Eparhiale, după care, având calități în domeniul pedagogiei, a devenit profesor de limbă rusă și de istorie. Pe tot parcursul activității sale profesorale, el a depus eforturi pentru a combate rusificarea copiilor și a-i educa în sens patriotic românesc.
În perioada 1919 - 1927 a făcut parte din Partidul Poporului, fiind convins de faptul că, pentru Basarabia,  conducerea acestui partid este cea mai prielnică. În 1926-1927 este deputat în Parlamentul României din partea acestui partid și președinte al organizației județene din Chișinău. În 1927 iese însă din partidul lui Averescu, fiind dezamăgit de politica pe care acesta a dus-o cât timp a fost la guvernare, iar în 1930-1931 intră în Partidul Național-Liberal.

### Învățământul interbelic
Fiind o persoană de vază din România în perioada interbelică, și mai ales în domeniul învățămîntului, Teodor Neaga a ocupat și postul de inspector-șef al învățămîntului din Basarabia, a fost membru al Adunării Eparhiale a Arhiepiscopiei Chișinăului, membru al Consiliului Central Bisericesc din București și delegat la Congresul Național.

### Victimă a comunismului sovietic
La numai o lună după ocuparea Basarabiei de către forțele armatei sovietice în 1940, Teodor Neaga a fost arestat de NKVD, deținut, torturat și interogat la penitenciarul din Penza, unde a și murit în 1943, fără a se cunoaște locul unde a fost înmormîntat..